# Peter Dietrich
Peter Dietrich (ur. 6 marca 1944 w Neu-Isenburg) – niemiecki piłkarz, reprezentant kraju.

## Kariera piłkarska
Dietrich urodził się w Neu-Isenburg. W 1963 rozpoczął karierę w zespole z rodzinnego miasta SpVgg Neu-Isenburg. Rok później zasilił szeregi ESV Ingolstadt, grającego w Regionallidze Süd. Sezon 1966/67 spędził w drużynie Rot-Weiss Essen. 
W 1967 przeszedł do Borussii Mönchengladbach. W barwach tej drużyny dwukrotnie zdobył mistrzostwo Bundesligi w sezonach 1969/70 i 1970/71. Przez cztery lata gry w Borussii zagrał w 103 spotkaniach, w których strzelił 14 bramek. W 1971 został piłkarzem Werderu Brema. Przez 5 lat gry w Bundeslidze dla Werderu zagrał w 82 spotkaniach, w których strzelił 7 bramek. W 1976 zakończył karierę piłkarską. 
| Sezon   | Klub                     | Kraj | Rozgrywki        | Mecze | Bramki |
| ------- | ------------------------ | ---- | ---------------- | ----- | ------ |
| 1963/64 | SpVgg Neu-Isenburg       | RFN  | Regionalliga Süd |       |        |
| 1964/65 | ESV Ingolstadt           | RFN  | Regionalliga Süd |       |        |
| 1965/66 | ESV Ingolstadt           | RFN  | Regionalliga Süd |       |        |
| 1966/67 | Rot-Weiss Essen          | RFN  | Bundesliga       | 28    | 3      |
| 1967/68 | Borussia Mönchengladbach | RFN  | Bundesliga       | 32    | 1      |
| 1968/69 | Borussia Mönchengladbach | RFN  | Bundesliga       | 10    | 2      |
| 1969/70 | Borussia Mönchengladbach | RFN  | Bundesliga       | 33    | 5      |
| 1970/71 | Borussia Mönchengladbach | RFN  | Bundesliga       | 28    | 3      |
| 1971/72 | Werder Brema             | RFN  | Bundesliga       | 8     | 2      |
| 1972/73 | Werder Brema             | RFN  | Bundesliga       | 20    | 4      |
| 1973/74 | Werder Brema             | RFN  | Bundesliga       | 32    | 1      |
| 1974/75 | Werder Brema             | RFN  | Bundesliga       | 12    | 0      |
| 1975/76 | Werder Brema             | RFN  | Bundesliga       | 10    | 0      |

## Kariera reprezentacyjna
Karierę reprezentacyjną rozpoczął 9 maja 1970 w meczu przeciwko reprezentacji Irlandii, wygranym 2:1. Był to jego jedyny występ w drużynie narodowej. W tym samym roku został powołany na Mistrzostwa Świata 1970, podczas których reprezentacja RFN zajęła 3. miejsce. Na turnieju nie wystąpił w żadnym spotkaniu. 
| Mecze i gole w reprezentacji | Mecze i gole w reprezentacji | Mecze i gole w reprezentacji | Mecze i gole w reprezentacji | Mecze i gole w reprezentacji | Mecze i gole w reprezentacji | Mecze i gole w reprezentacji |
| #                            | Data                         | Miasto                       | Przeciwnik                   | Gol                          | Wynik                        | Rozgrywki                    |
| ---------------------------- | ---------------------------- | ---------------------------- | ---------------------------- | ---------------------------- | ---------------------------- | ---------------------------- |
| 1.                           | 09.05.1970                   | Berlin                       | Irlandia                     |                              | 2:1                          | towarzyski                   |

## Sukcesy
Borussia Mönchengladbach
- Mistrzostwo Bundesligi (2): 1969/70, 1970/71